# 加菲爾德 (密蘇里州)
加菲爾德（英語：Garfield）是位於美國密蘇里州俄勒岡縣的非建制地區。

## 歷史
加菲爾德的郵局於1882年設立，其後於1906年停運。

## 地理
加菲爾德所處的海拔為高於海平面187米（即614英呎），而該地所採用的時區為UTC-6，即北美中部時區（CST）。同時該地設有夏令時間，為UTC-6調快一小時，即UTC-5（CDT）。